# 설근
설근(舌根) 또는 혀뿌리란 후설 뒷부분에 인두를 마주하여 후두개까지 뻗어있는 혀의 가장 안쪽 부분을 가리키는 말이다.